# 東尾修
東尾 修（ひがしお おさむ、1950年5月18日 - ）は、和歌山県有田郡吉備町（現:有田川町）出身の元プロ野球選手（投手）、監督、野球解説者。タレント。日本プロ野球名球会理事を務める。
1968年に西鉄ライオンズに入団し、以降は太平洋・クラウン・西武と球団名が変わってもライオンズ一筋でプレーした。
1995年から2001年までは西武ライオンズの監督を務めた。通算165与死球はNPB記録。
長女はプロゴルファーの東尾理子。理子と結婚したタレント・俳優の石田純一は娘婿にあたり、従姉に歌手の青山和子がいる。

## 経歴

### プロ入りまで
京都の平安高校に合格し、すでに下宿先の手配など京都での生活準備が進んでいたが、その評判を聞いた和歌山県立箕島高等学校野球部監督の尾藤公が直々に口説き、一転して同校に入学した。箕島高ではエースで4番として活躍し、1967年の秋季近畿大会では1回戦で東山高、準々決勝で甲賀高をそれぞれノーヒットノーランで抑え、注目を集める。決勝では因縁のある平安高の池田信夫と投げ合うが敗退し、準優勝にとどまったが、1968年春の選抜への出場を決めた。箕島高は甲子園初出場であった。
甲子園では準決勝まで進み、この大会に優勝した大宮工と対戦した。試合は1、2回に3点を先制するが、その後は相手エース吉沢敏雄に抑えられ、8回に逆転されて3-5で敗退。同年夏の甲子園県予選では2回戦で星林高に敗れた。尾藤は後に甲子園で4回優勝（春3回、夏1回）という実績を残したが、「この年（1968年）のチームが最強であり、優勝できなかったのは自分自身の経験不足のため」と語っている。
1968年のドラフト会議で西鉄ライオンズから1位指名を受けた。ドラフト前には他の球団から何らかの接触があり、中には1位指名をほのめかした球団もあったというが、西鉄からの指名は事前に何の接触も無い唐突なものだったため、東尾の両親は「東京や大阪のチームならともかく、離れ小島みたいな（当時の本拠地の）九州のチームに息子を入れるわけにはいかない」として西鉄への入団に猛反対し、指名を拒否して大学へ進学することを勧めた。東尾自身も西鉄の一方的な指名に腹を立て、一時は法政大学への進学がほぼ決まり、以前にも慶應義塾大学のセレクションを受けていたことがあり、この時は打者として受け、もし慶應に入学していたら野手に転向していたと話している。しかし、「西鉄もプロのチーム。そのプロが1位指名してくれた」と思い直し、両親を説得して西鉄に入団した。東尾は後に、「1位指名だったからこそ入団した。西鉄は1位指名によって僕のプライドを守ってくれた。1位指名でなければ西鉄に入団しなかった」と語っているが、自身の著書『ケンカ投法』では「2位でも入っていたし、3位でも入っていたかもしれない」と語っている。契約金1000万円、年俸180万円。

### 現役時代
プロ入り当初は周囲のレベルの高さについていけず、1年目の夏には「このままではいつまでたってもプロでは通用しない」と考えるほどだったという。二軍でも打ち込まれて自信を無くし、首脳陣に野手転向を申し出たこともある。だが、1969年に「黒い霧事件」が発生し、エースの池永正明ら主力投手が軒並み永久追放されて投手不足に陥ったことから、一軍の投手として起用されることになり、投手コーチだった河村英文にシュートを習い、加藤初と共に連日350球から400球という投げ込みを課せられた。東尾は黒い霧事件により自分にチャンスが巡って来ると感じ、内心喜んだと言い、後に「自分の野球人生における最大のチャンス到来、ターニングポイントだった」と語っている。
黒い霧事件の余波を受けての戦力低下、観客動員数の激減などで西鉄は1972年オフに球団を手放し、福岡野球が運営する太平洋クラブライオンズ、クラウンライターライオンズとチーム名が変わるなど不安定な経営状態となったが、東尾はこの低迷時代をエースとして支えた。1975年には23勝15敗で最多勝（開幕時点で高卒7年目24歳の阪急ブレーブスの即戦力新人山口高志と並ぶ4完封）となり、1977年オフには巨人から東尾の獲得申し出があったが、球団は「東尾の放出は球団の死を意味し、それは我々が経営の当事者である限りありえない」との声明を発表した。
球団は1978年オフに親会社が福岡野球から国土計画に代わり、1979年から西武ライオンズとして埼玉県所沢市に移転した。前年から引き続き指揮を執った根本陸夫監督は、編成の要職も兼任し、トレードなどにより選手を大幅に入れ替え、西鉄時代からの生き残りは東尾と大田卓司の2人だけになった。東尾と大田は、共に西鉄が西武になるまでの全てのライオンズ球団に所属した選手である。
1982年、球団管理部長専任となった根本の後任監督に広岡達朗が就任した。広岡はチームプレーを重視した守りの野球を展開し、東尾の一塁ベースカバーが遅れたと感じた広岡は、東尾を先発ローテーションから外す姿勢を打ち出した。翌1983年には東尾の投球に関して、広岡が試合後に「八百長をやっているのではないか」とコメントしたことがスポーツ紙に報じられたことから、東尾が激怒したこともあった。
広岡率いる西武は、1982年、1983年と2年連続リーグ優勝・日本一を達成し、1985年にもリーグ優勝した。東尾はこれら3度の日本シリーズでは本来の抑え森繁和の不調もあり全てリリーフに回り、中日との日本シリーズでは第1戦、第5戦でロングリリーフで勝ち投手になり、日本シリーズMVPに輝き、胴上げ投手にもなっている（大島康徳から三振）。投手が救援登板のみでMVPを獲得したのは日本シリーズ史上初で、2017年の日本シリーズでデニス・サファテ（ソフトバンク）がMVPを獲得するまでは唯一の記録だった。1983年には2度目の最多勝、最優秀防御率、ベストナイン、パ・リーグMVPなど数々のタイトルを獲得している。巨人との日本シリーズでは第7戦7回二死満塁で打者原辰徳の場面で0対2と2点リードされ、2-2からシュートボールを投げ原は避けフルカウントの場面で真ん中のスライダーを投げ前の球が効いて原は尻を引いて三振、その後テリー・ウィットフィールドが走者一掃のタイムリーで逆転し日本一になった。外野を守り、逆転のホーム踏んだ大田から数日後「トンビ、辰徳へのあの1球は危なかったな」と言ったら「あのへんはバッター、よけるやろ」と平然と言った、大田は「こいつすげえと思った。」と述べている。
1984年には通算200勝を達成した。1985年はタイトルこそ獲得出来なかったが17勝3敗の好成績で、21勝を挙げた佐藤義則（阪急）を差し置いてベストナインに選ばれた。
1986年、6月13日の近鉄戦（西武球場）で、6回一死にリチャード・デービスに投じたインコースのシュートが、踏み込んだ近鉄のデービスの左肘に当たり、これに激高したデービスがマウンドの東尾に駆け寄り右ストレートを放ち、その後蹴りや4、5発のパンチを浴びせるなどの乱闘事件となった。デービスはこの時「コントロールのいい投手が、ああいうところに投げるのは故意としか考えられない。狙って当てたんだ」と怒鳴り散らしている。デービスは退場となり、東尾は「ここで降りたら恰好悪い」として続投し完投勝利している。なお、デービスはこれにより10日間の出場停止、罰金10万円の処分を受けている。日本ハムの監督だった高田繁は「今回だけは東尾に同情しない、今までやりたい放題だった」と述べている。一方で、阪急監督の上田利治も「ウチだってやられたらいくで」とコメントしたが、これに東尾は「頭に来た」としており、「当時の阪急は乱数表を使って死球のサインがあったし、そんなチームの監督が何を言うか」と後に述べている。直後の阪急戦では内角を攻めることを一切せず外角一本で完投勝利を収めている。
1986年の日本シリーズ（広島との対戦）では、史上初めて8戦目までもつれた。東尾は第1戦に先発し、9回裏一死まで0点に抑えながら小早川毅彦、山本浩二に連続本塁打を打たれて同点とされ引き分けたが、西武は3連敗し広島に王手をかけられ、東尾は続く5戦目でも9回を投げ、自責点0のまま降板した。後を受けた工藤公康がサヨナラヒットを打って西武はやっと1勝目を挙げ、東尾に勝ち星は付かなかったものの、この1勝がきっかけでシリーズ逆転劇へと繋がった。8戦目は東尾が先発登板するが、投手の金石昭人に2点本塁打を打たれて3回で降板。試合後、東尾は「もう握力がなくなっていた」と語っている。西武はこの後逆転し日本一となるが、当時36歳の東尾はこのシリーズで0勝ながら3試合、21イニングを投げている。
12月29日に球団と契約更改交渉を行い、前年より900万円アップの年俸1億円でサインした。ロッテから中日へトレードで移籍した落合博満が年俸1億3000万円でサインしており、落合に次いで日本人選手として2番目、投手として初の1億円プレーヤーとなった。
1987年は工藤と最終登板まで繰り広げられた熾烈な最優秀防御率争いもあり、15勝9敗、防御率2.59(リーグニ位)の成績を挙げ、巨人との1987年の日本シリーズでは桑田真澄に投げ勝ち（日本シリーズ唯一の先発勝利）、チームの2年連続日本一に貢献し、1983年以来自身2度目のパ・リーグMVPに選出される。12月12日、球団との契約更改交渉に臨んだが、球団が提示した年俸1億1000万円を保留。更改後に会見し、「あれだけやってこれだけかとショックですよ」と不満を見せたが、一方で「大きな数字なので、単に僕の年俸というより、球界、チーム全体に影響がある。僕自身妥当な妥当な金額がよくわからない。一度周囲の反響を聞いてみたい」とも述べた。
ところが14日、この年のシーズン中に麻雀賭博に加わった件で、警察から事情聴取を受けていたことが明らかになる。東尾は午後、球団事務所にて記者会見し、「私の未熟さ、軽率さが引き起こしたこと。OB、チームメイトの事を思うと言葉がありません」「事の重大さに深く反省している。いろんな方に大変迷惑をかけた。球団には包み隠さずお話しした。どんな処分も甘んじて受ける」と謝罪した。15日、西武球団の坂井保之代表が東尾を事情聴取した大崎警察署、東京地検を訪問し説明を受け、東尾がこの件で直接暴力団との関わりがなかったとの認識を示した。21日、球団は東尾に対し6か月の謹慎処分、減俸2500万円の処分を課したと発表。オープン戦、公式戦の出場は禁じるが、合同自主トレ、キャンプの参加は認めた。
1988年6月に謹慎から復帰し、近鉄戦で完封勝ちを収めるなど、健在ぶりをアピールするも、ローテーションから外されてしまった。同年は6勝を挙げ通算251勝を達成した。中日との日本シリーズ第1戦（ナゴヤ球場）で、4−1で迎えた8回無死一・二塁、中日の打者・彦野利勝の場面で先発の渡辺久信をリリーフした。東尾は当然、最後まで投げ切るつもりでマウンドに上がった。しかし、森祇晶監督の言葉は「この1人を抑えてくれ」だった。次打者には左打者の立浪和義がおり、ブルペンでも左投手が準備していた。森からすれば、単純に勝つための最善手として、1人を確実に抑えてほしいとの思いから出た言葉だったが、東尾の受け止め方は違い、彦野を初球、内角シュートで三ゴロ併殺、二死三塁となって、立浪は3球三振に仕留め、わずか4球でピンチを切り抜けた。9回も投げ切ったが、森の言葉は東尾の心に強く残り、その日の夜、知人に引退の意思を口にした。9回表には上原晃から犠牲フライを打ち打点を挙げている。第5戦も登板し、3年連続日本一に貢献。
同年オフの11月1日、チーム名が南海ホークスから変わったばかりの福岡ダイエーホークスとの間で山内孝徳との交換トレードが内定との一報が出る（これが実現すれば、在籍チームがクラウンライターライオンズだった1978年以来10年ぶりの「福岡Uターン」とも報じられた）。しかし当時の堤義明オーナーが「MVPも獲った功労者、東尾以上の要員でなければトレードはあり得ない、金銭トレードも認めない」と発言（これが事実上の引退勧告とも報じられる）。そして当時のダイエー・中内㓛オーナーも東尾獲りに自ら出馬、更には大洋が獲得を表明し、巨人も獲得に前向きと騒ぎになる中で、東尾自身は「西武で燃え尽きたい」といったことを発言、最後には自ら引退の結論を出して11月22日に会見を開き、同年限りで引退した。東尾は「セリーグを含め複数の球団から投手して誘いもあった。パリーグの他チームで西武を見返したいという気持ちも多少あった。かなり迷ったが九州時代から「ライオンズ」の一員としてチームがどん底でも投げ抜いた自負もあり「仲間とは戦いたくない」という思いが勝った。稲尾さんの通算276勝に25勝届かなかったのは悔いが残るが251勝よりも247敗にこそ自分のピッチャーとしての生き様が映されていると思う。」と述べている。
引退後はテレビ朝日、文化放送、日刊スポーツの野球解説者・野球評論家を務めた。

### 西武ライオンズ監督時代
1994年日本シリーズ終了後森が退団、石毛宏典に監督要請するも石毛が現役を続けるために11月5日に固辞、さらに工藤がフロントと衝突しFA宣言する。そんなタイミングで東尾に監督就任要請を堤が押し切ったと聞いて断る道はないと思い、1995年に西武の監督に就任した。監督就任してすぐ帝国ホテルで工藤と会い「公康、残ってくれ」と切り出すと工藤から「1週間早ければ」と言われ、工藤はダイエーへ移籍した。前任者の森が9年で8度のリーグ優勝をしている為そのプレッシャーは凄かったという。内野守備走塁コーチを務めていた伊原春樹との話し合いでは「森さんの時と同じように、ゴチャゴチャしたところは伊原さんがやってください」と伝え、走塁、守備における作戦は伊原に任せることにした。バッテリーコーチに大石友好、二軍投手コーチに加藤初を招聘した。大石は中日の一軍バッテリーコーチに決まっており11月の秋季キャンプも参加していたが、東尾の希望もあり12月に球団同士の話し合いで大石は西武のコーチに就任した。加藤、大石は招聘したものの、急な就任要請だった為にすでに所属が内定している人材も多く、当初の望み通りの組閣とはいかなかった。広岡の管理野球を踏襲した森の方針を一気に変えて放任野球となった。また、ドラフトでは西口文也、高木浩之、小関竜也などを獲得し、メジャーリーグに復帰していたオレステス・デストラーデを西武に復帰させ、現役メジャーリーガーのダリン・ジャクソンを獲得するなどの補強を行った監督スタートだったが、清原和博が打率.245、本塁打25本と本来の活躍といかず、デストラーデも不振に終わり、工藤の穴は新谷博や石井丈裕ら何とか埋めたものの、渡辺久信が不振でリリーフを回さざるを得なかったのも誤算だった。優勝のオリックスに15連敗を含む5勝21敗と大きく負け越し、これが響いた1年目は3位に終わった。オリックス戦以外の成績は62勝36敗6分で、西武との直接対決を除いたオリックスの61勝42敗1分を上回っていた。
翌1996年には清原復活の為、堤が過去の経緯（黒い霧事件で書類送検。1989年シーズン中麻雀賭博に関与し現行犯逮捕されそのまま退団）からコーチ就任を渋る清原の恩師である土井正博を一軍打撃コーチに復帰させ、広島から河田雄祐、中日から清水雅治と前原博之をトレードで獲得し、ドラフトでも髙木大成・大友進・原井和也を獲得して戦力を整えた。前年と同じ3位だったものの、監督を務めた7年間で唯一の負け越しとなったシーズンで、開幕から20試合で6勝14敗、その後も6月、7月、8月と負け越すなどチームとして16年ぶりの負け越しとなったが、16勝を挙げた西口、打率.283、50盗塁松井稼頭央、豊田清、石井貴といった若手が大きく成長した年でもあった。当時の清原について東尾は「清原を再生できるのは土井さんしかいないと思った。しかし土井さんでも清原の輝きを取り戻すことができなかった。ハワイキャンプの宿舎で乱痴気騒ぎをして、部屋を壊したこともあった。チームはすでに西口、松井稼、大友進、高木大成、小関たちへ世代交代を図らなければならない段階だったが、清原がベンチでブスッと座っていると、周りの若手が委縮してしまう。清原は左肩に脱臼癖があるため野手の一塁送球が少しでもズレると嫌な顔をする。その為に高木浩之はイップスになってしまった」と述べている。
同年オフに清原がFAを宣言した際は止めず、巨人へ移籍した。土井の招聘は投手からショートへコンバートした松井をスイッチヒッターにする際に生き、土井の教える打撃技術は松井をメキメキと成長した。
同シーズンは、レギュラー捕手の伊東勤は92試合の出場にとどまり、「東尾修さんが監督になった95年のドラフトで西武は1位で髙木大成を指名した。私が劣っているところは何もないと思っていたが、96年のシーズンに入るとよく先発から外された。コーチからは何の説明もない。こちらから聞くといつもお前を推してるんだけどと言われた。また怒りに火が付いた」と当時を振り返っている。伊東は大石に話を聞きに行ったら大石は「俺が決めてるんじゃないんだよ。全部監督が決めているんだよ」と答えで伊東は正直怒りを覚え私に限らず長年のレギュラーを外す時はどういう意図があってのことは説明は必要、最悪なのは「これを言ってるのはオレじゃなくて監督だから」という言動をするコーチでこれでは選手も納得しません広岡・森時代のコーチに自分の事だけを考えるコーチはいなかったと述べている。
1997年、一軍ヘッドコーチに長嶋巨人の日本一を支えた須藤豊を招聘し、清原の後釜としてドミンゴ・マルティネスを、ドラフトで森慎二、和田一浩、玉野宏昌などを獲得した。清原が抜けたことで松井、大友、高木大の若い1～3番でかき回し鈴木健、マルティネスの4番・5番が帰すパターンが出来上がった。打線はむしろ強くなり、チーム盗塁数は12球団ダントツの200、長打も31本のマルティネス、19本の鈴木健だけではなく下位の佐々木誠と伊東がそれぞれ13本塁打と東尾は「他球団にとってはかなり嫌な打線になったはずだ」と述べている。投手は西口が15勝、先発転向し潮崎哲也が12勝、豊田が10勝と三本柱が固定出来て抑えも橋本武広、ルーキーの森慎二、デニー友利がつないで10勝9セーブの石井貴の締めるとパターンが確立し、広岡、森世代から世代交代がようやく完成した。3年ぶりにリーグ制覇を成し遂げた。日本シリーズではヤクルトに1勝4敗で敗れた。渡辺久信は0勝に終わり、球団経営の悪化もありフロントが戦力外と判断し、東尾が渡辺に直接通告した。
7月10日の近鉄戦、9回表無死一・二塁の西武攻撃の場面で、奈良原浩が牽制でタッチアウトになり、そのジャッジに怒った奈良原が丹波幸一塁審に対して胸を突いたため退場となった。これに東尾が抗議し、丹波塁審が抗議を受けなかったことから、東尾が丹波の胸を突き退場を宣告されたことで、丹波を蹴るなどの暴力行為を行い、パ・リーグ関係者が仲裁に入る騒動になった。翌日に3試合の出場停止、罰金10万円の処分を受けた。丹波塁審は左下腿挫傷と診断され、出場停止期間中の監督代行は、須藤一軍ヘッドコーチが務めた。
1998年は本拠地が西武球場から西武ドームへと改称され、「ドーム」と名付けられているが屋根は未完成だった。日本ハムからトレードで石井丈、奈良原を放出し西崎幸広を、またオリックスからFAで中嶋聡を獲得するなど戦力を補強し、前年の1997年まで森繁和1名体制だった一軍投手コーチを森・杉本正の2名体制にしたが、6月15日の時点でチーム防御率4.26と低迷し、同日二軍投手コーチの加藤初が一軍投手コーチに昇格し、森を二軍投手コーチに降格させた。開幕10試合で2勝8敗でスタートダッシュに失敗し前半戦は我慢の展開が続いた。この年大混戦となったパ・リーグの中で、リーグ2連覇を果たした。小関が2番に定着し打率.283、15盗塁で新人王、西口が2年連続最多勝、松井が2年連続盗塁王。日本シリーズの下馬評では西武が有利と予想されたが、横浜に2勝4敗で敗れ、2年連続日本シリーズ敗退となった。
同年オフ、2年連続で30本塁打を記録するなどチームの主砲として活躍していたものの、守備・走塁面に大きな難があったマルティネスを「日本シリーズで勝つチームを目指すため」として解雇した。これは1997年と1998年の日本シリーズにおいて、DH制のないセ・リーグ本拠地では、守備に難があったマルティネスを起用できないことが影響して、いずれも日本一を逃していたためである。しかし、翌1999年に入団したアーキー・シアンフロッコ、グレッグ・ブロッサーらは全く打てず、結果的にリーグ優勝を逃した。また、4番として起用していた鈴木健も、後続の打者が打てないこともあってマルティネス退団以降は成績が下降し、2000年以降は4番を外れるケースが増えた。
1999年は、黄金ルーキーとして入団した松坂大輔の活躍でダイエーと優勝争いを繰り広げ、9月中一度は0.5ゲーム差まで迫るも、追い越すまでには至らず、マルティネス退団により低下し、打線が不調でチーム得点はリーグ最下位、結局2位に終わった。
翌2000年は松坂が2年連続最多勝、西口、石井も二桁勝利、抑えに回った森が23セーブ、チーム防御率リーグ唯一の3点台、投手陣は抜きん出た陣容だったが鈴木健、高木、大友が振るわず、チーム打率・本塁打がリーグ最低、チーム最多本塁打が松井の23本塁打、8月終了時点で12にあった貯金を勝負どころの9月の3勝11敗、対してダイエーは9月に9連勝、全チームに勝ち越したものの近鉄から12も勝ち越したダイエーが2年連続で優勝を許し2.5ゲーム差の2位に終わった。打線の補強が必要な事が明らかでフロントはアレックス・カブレラ、スコット・マクレーンを獲得した。
2001年はヘッド兼打撃コーチに佐々木恭介を招聘し、カブレラが49本塁打、マクレーンが39本塁打、松井が24本塁打、鈴木健が18本塁打、捕手から外野手に転向した和田16本塁打と長打不足は一気に解消、松坂が最多勝、西口が14勝、許銘傑が11勝、森の不調を受け豊田を抑えに配置転換、28セーブを記録。近鉄、ダイエーとの優勝争いに敗れ、3年連続優勝を逃した責任を感じオーナーに辞意を伝えこのシーズン限りで退任となった。

### 西武ライオンズ監督退任後
西武ライオンズ監督勇退後はテレビ朝日（2010年まで）、文化放送、スポーツニッポンの野球解説者に復帰。また、2006年9月から2009年8月までバスケットボールプロリーグ・bjリーグの東京アパッチで球団社長を務めた。1995年に元チームメイトの蓬莱昭彦
と共に中学硬式野球チーム「世田谷リトルシニア」を立ち上げた。元プロ野球選手の目から見て近隣に子供を通わせたいと思える少年野球チームがなかったことがきっかけだったが今ではプロ野球選手を輩出するほどの強豪になり、在籍人数も毎年約150人とチーム内競争も熾烈な状況になっている。名誉会長の身の為選手を直接指導することはない。
2010年、野球殿堂入りした。
2012年10月10日に野球日本代表の投手総合コーチに就任したことが発表された。11月13日に背番号が「78」となったことが発表された。
2016年からは文化放送と並行して、福岡放送の解説者を務める。
2019年、女子硬式野球クラブチーム「和歌山Regina」の名誉顧問に就任した。

## 選手としての特徴
ロッテの木樽正明、成田文男らの投球フォームを参考に切れ味鋭いシュートやスライダーを軸にした内外角の横の揺さぶりと、打者の内角を突く強気の投球スタイルを確立した。与死球数が多く、通算165個という日本記録を持っている（右打者に132個当てており、これは82%の割合である）。死球を与えても全く動じないふてぶてしい性格から「ケンカ投法」の異名も取った。
東尾はこの攻撃的なスタイルについて、得意とするスライダーとシュートを最大限に活かすため、試行錯誤の末に編み出したとし、「僕だって本当はストレートで、格好良く真っ向勝負をしたかった。しかしプロで生き残るためには、ああいうスタイルでなければいけなかった」と語っている。西鉄のエースだった池永正明を目標としており、師匠だとも話している。東尾は右打者にはぶつけるが左打者にはぶつけないというプライドがあったため、栗橋茂にぶつけた際には謝ったという。
全力で投じるストレートがプロでは二軍ですら通用しないことに愕然とし、「このままでは来年にはクビになると思い、秋のキャンプで変化球主体のスタイルの習得に取り組んだ」という。「高校時代は速球投手なんて呼ばれていたが、全盛期でも142、3キロくらいしか出ていない。通用しないことに早いうちに気付くことが出来て幸運だった」とも述懐している。
与死球が非常に多いことで知られたが、現役時代から本人は一貫して「故意に当てたことは1回も無い」と述べている。ただし「例外的なケース」と前置きを置いて、チームプレーの上での報復死球は与えたことがあると認めたことがある。チームメイトだった山本隆造がルーキーだった1978年のある試合で、山本が2本ヒットを打った後に死球を受けた時に「俺が仕返ししてやる」と思ってやったということをその例として挙げているが、当てる時は次の打者がデータ的に打力が無いとした時のみであると話している。
他方で先述の選手時代の「味方がボールをぶつけられたら、こっちもやり返す」と述べていたことからもわかるように他のチームからの死球には厳しく、自身が監督時には、内藤尚行が清原和博に死球を与えた翌日には、報復死球であったとしてロッテの尾花コーチを呼んで「いいかげんにしろ、承知せんぞ」と詰め寄り、内藤からの謝罪を無視した。
福本豊とは相性が悪く、特に球速の遅い変化球から多くの盗塁を許していた。当の福本に東尾の癖を直接教えてもらい一時は克服したが、またすぐに別の癖を福本に見抜かれた。福本は東尾の癖を「本塁へ早く投げたい気持ちが左肩に出ていた」と表現していた。
西鉄時代はチーム事情により、実力の伴わない若手時代から主戦投手としてシーズンを通して登板したため負けが多く、1年目である1969年から4年連続で負け越しており、実働20年の現役生活のうち9シーズンで負け越し、半分以上の14シーズンで2桁敗戦を喫した。リーグ最多敗戦投手となったシーズンが5回ある（最も多く負けたのは1972年の25敗。）。また、通算200勝より先に通算200敗を達成しており（梶本隆夫に次いで史上2人目。）、200勝を達成した1984年のシーズン終了時点で通算201勝215敗と大きく負け越していた（ちなみに150勝した時点では170敗しており負け越し20）。しかし、翌1985年に17勝3敗という好成績で14の負け越しを一気に帳消し、西武が黄金時代に入った幸運もあってその後の3シーズンを33勝29敗と勝ち越しで終えた結果、引退時には通算251勝247敗と無事勝ち越しを記録することとなり、現在200勝投手で通算成績が負け越しているのは梶本のみである。
東尾は西鉄ライオンズ時代からの最後の生え抜き選手（他球団移籍者では東尾引退後も若菜嘉晴と加藤博一が現役で残る）で、2018年現在、シーズン300イニング登板・20敗戦を記録した最後の投手でもある。
投球フォームは右のオーバースロー。球種はストレート、スライダー、シュートの横変化に加えて、希にフォークも投げていた。

## 人物

### 選手時代
愛称は「トンビ」（東尾の音読み）である。若いころから夜遊び好きであり、毎晩のように夜の街に繰り出していた。文化放送ライオンズナイターでベンチレポートを長年務めたプロ野球コメンテーターの中川充四郎は、東尾は登板前日は絶対にアルコールを口にしなかったと振り返っているが、女優の中尾ミエは登板前日も一緒に飲んだことがあると話している。球団が福岡から所沢に移転した際は、福岡市南区穴観音（現在の寺塚）に家を建てたばかりだったことに加え、28歳という自らの年齢を考えると、当時の約10年程度というプロ野球選手寿命からして「そんなに長くすると思わなかった」ため「ちょっと行ってくるなと思って」単身赴任し、「“所沢で晩メシ食えないな”と思って」文京区目白台のマンションに住み、阪神から移籍した田淵幸一と意気投合しよく飲み歩いていたという。理子は「父が大きな怪我や長期離脱もなく、20年間投げ続けたのは本当に凄いと思い知らさせれました。お酒を浴びるほど飲み、夜遊びして、汗を出してアルコールを抜くという典型的な「昭和のプロ野球選手」でした。とんでもないスピード、ボールがあるわけではない。そんな200勝を超える勝ち星を手にしたわけですから。私はプロになって、改めて父を尊敬しました。」と述べている。
太平洋クラブ時代の1974年8月27日、日本ハムとのダブルヘッダー戦（神宮）は、加藤初とともに先発が決まっていた（どちらが第1試合に投げるかは決まっていなかった）が、前夜その加藤とトランプに興じて完徹になってしまい、一睡もできないまま球場入りし、加藤に第1試合の先発を譲ったところ、2安打1失点で完投勝利を挙げてしまった。これに触発された東尾も、省エネ投法で4安打2失点の完投勝ちを収め、「素晴らしい投球術だ」と当時の稲尾和久監督から絶賛された。
広瀬哲朗は著書『プロ野球オレだけが知ってるナイショ話』の中で、試合中に広瀬が東尾と対戦した際、カットしてファウルにし続けたところ、激高した東尾がマウンドから降りてきて「小僧、いつまでファウルにしとるんや。早く凡退せぇ、コノヤロー!!」と怒鳴られたというエピソードを紹介している。東尾本人もこのことを認めており、「だって客が飽きているんですよ。『お前のファウルなんか見せられて誰が喜ぶんだ』と頭にきて、つい怒鳴ってしまった」と述懐している。
清原和博は新人時代門限を破り、高額の罰金を球団から請求された時、東尾が球団と話し合い、罰金が減額されたことがあった。
打者の内角を攻める「ケンカ投法」はそれゆえに乱闘に発展することも何度かあり「子どもの教育によくない」という声もあったが東尾はこれに対して「これはプロ野球だ。教育じゃない」と口にしていた。

#### 広岡達朗との確執
東尾はスポーツニッポンに連載されたコラムで、現役時代に対戦相手の打者9人に続く10人目の敵として当時西武の監督だった広岡の名前を挙げており、東尾は広岡にプライドをズタズタにされたと述べている。キャンプ時にアルコールが禁止された時は、チーム最年長の田淵幸一と共に、知人の医者が差し入れた小型冷蔵庫にビールを冷やして、やかんに入れたビールを湯のみに移して飲んだという。1982年にはベースカバーの落球をめぐって先発を外され、1983年の広岡の八百長発言を後まで「今でも許せない」と述べている。
1985年に広岡の監督辞任を知った際には万歳三唱したとしているが、一方で「広岡さんの厳しい指導の下で若手が成長し、チームが強くなったのは事実」と述べており、 『西武ライオンズ30年史』（ベースボール・マガジン社）のインタビューでは東尾・田淵共に「創成期の西武ライオンズにおいて、広岡という監督は必要不可欠なものだった」と語っている。
2023年に出版した「負けない力」では「根本さんが集めた戦力に、広岡さんが技術と戦術を植え付け、森さんが成熟させる。この順序でこそ西武が黄金期を築けたのだと思う。監督としての根本さんは放任主義に近かったが、戦力が整わない中で広岡管理野球はチームに深刻な軋轢を招いただろうし広岡体制で憎まれ役を森さんは監督になって気遣いを発揮したからこそ常勝軍団になれたのである。」と述べている。

### 西武監督時代

#### 西武監督としての手腕
東尾が監督に就任した当時の西武は黄金期の主力選手が移籍したり、衰えが顕著になるなど戦力の低下が著しかったが、東尾は投手陣に関しては松坂、西口、石井、豊田の「先発4本柱」や、中継ぎ・抑えの森などを育成し世代交代に成功した。また、西武黄金時代にはリリーフだった潮崎を先発に転向させたり、日本ハムから戦力外となりトレード加入した西崎を抑えとして再生するなど、ベテランの起用にも手腕を発揮した。
野手に関しては、俊足巧打で守備力もある選手は多かったが長打力に欠けるところがあり、特に清原の巨人移籍以降は外国人の出来によって打線の力が大きく左右されるようになった。このことから、典型的な1番タイプだった松井を早くからクリーンアップ、時には4番として起用した。また、鈴木健、髙木大成、小関竜也、大友進、高木浩之など主力が左打者に偏っており、相手先発が左投手の時には特に苦労していた。
1999年まで投手コーチを務めた森繁和は著書の中で「同じピッチャー出身の東尾監督のもとでのピッチングコーチはやりにくい面もあった」と著書に記している。
2000年以外東尾の下でコーチを務めた伊原春樹は「任せた以上は最後まで任せる。その点では全くブレのない監督ではあった。ただ自分の専門分野であるバッテリーに関しては、担当コーチもいろいろと勉強させられた。投手指導に優れ、一例を挙げるなら1997年、横浜から移籍してきたデニーに「せっかく150キロぐらい出るボールがあるんだから、だったら真ん中目がけて投げろ。そしたら、どこかストライクゾーンには行くからフォアボールはないだろう。」とアバウトなピッチングを求めた。それまでデニーが受けていた「10球中8球狙ったところに行かないと一軍では使えない。」という指導とは真逆の考えだ。目の前の靄が晴れたデニーは西武の中継ぎの主軸として能力を発揮することになる。」と述べている。
1998年まで西武に在籍していた佐々木誠は「東尾さんって、どちらかと言えば博打みたいな野球だったんです。なんでこのカウントでエンドラン？　イチかバチか、訳の分からんスクイズのサインとかが出たりする。僕も一回、スクイズのサインが出て、わざとファウルにしたんです。それで『打て』となって、ホームランを打ちましたけどね。なんかこう、野球をちゃんとやりたくて西武に来たのに、何か違うなと。意図のない野球になってしまったんです。僕の求めている野球ではなかったんで、自分の中でちょっと歯車がかみ合わなかった。だから、勝ったり負けたりするんです」と述べ、佐々木は1998年に説明がないまま出場機会が減り納得せず、監督室へ行きいろいろ話をしたがトレードに出された。
また、2000年には獲得した大物メジャーリーガー・レジー・ジェファーソンが8月25日の試合で9回に守備でミスをし、直後に交代させた。メジャーでは、ミス直後に選手を交代する行為は選手への侮辱とされており、アメリカでは有り得ない采配に対して怒ったジェファーソンは異議を唱えたが、東尾は采配批判とみなして、二軍落ちを命じた。ジェファーソンは直後に帰国している。
監督時代においても、選手と一緒にバラエティ番組に出演してゲームに興じるなど、良くも悪くも「上司」だった広岡、森祇晶両監督とは正反対の兄貴分・親分的な存在としてチームをまとめていた反面、1997年に日本シリーズで対戦し、かつて西武にも在籍した当時ヤクルト監督の野村克也は、シリーズで試合前の君が代斉唱時に西武の先発投手や捕手が整列していなかったこと、野村が球審に抗議に行った時に汚い野次が西武ベンチから飛んだこと、西武に茶髪などの選手がいたことなどに対し、「昔の西武はこんなチームではなかった」「こんなチームに負けていてはいけない」と嘆いており、また野村は日本シリーズ終了後の森との対談で「今まで森監督が率いる西武、仰木監督が率いるオリックスと日本シリーズで対戦したが特別な意識はなかった。1997年の日本シリーズはこのチームには負けられないと思った」と述べ、森も「その気持ちわかります」と同調し、また野村は「自由奔放という言葉を履き違えている。個性という意味を間違えて理解しているように思える」と述べている。
東尾は監督時代について「黄金時代からの脱却を図りながらリーグ連覇した3年目、4年目までは誇らしく思うが日本シリーズは勝てなかったし最終年はもう少し戦える戦力だったと思う。選手やコーチの希望や考えを尊重しながらチームワークを強めていけたことも達成感があったが広岡さんや野村さんのように冷徹なまで勝ちに求めることは出来なかったように思う。」と述べている。

### プロ野球解説者として
東尾の解説は、「居酒屋中継」、「1杯引っかけてから解説に来てるんじゃないか」などと揶揄されることがある。これは独特の口調と活舌の悪さが酔っぱらってしゃべっているように聞こえるためである。
思ったことをストレートに表現する解説が特徴で、中継で東尾とコンビを組む文化放送アナウンサーの斉藤一美は「配慮はあるが遠慮がない」を東尾のキャッチフレーズに使用している。またテレビ朝日の野球解説者だった時代のキャッチフレーズは「東尾のズバリ解説」であった。

## 詳細情報

### 年度別投手成績
| 年 度      | 球 団                     | 登 板 | 先 発 | 完 投 | 完 封 | 無 四 球 | 勝 利 | 敗 戦 | セ 丨 ブ | ホ 丨 ル ド | 勝 率 | 打 者 | 投 球 回 | 被 安 打 | 被 本 塁 打 | 与 四 球 | 敬 遠 | 与 死 球 | 奪 三 振 | 暴 投 | ボ 丨 ク | 失 点 | 自 責 点 | 防 御 率 | W H I P |
| ---------- | ------------------------- | ----- | ----- | ----- | ----- | -------- | ----- | ----- | -------- | ----------- | ----- | ----- | -------- | -------- | ----------- | -------- | ----- | -------- | -------- | ----- | -------- | ----- | -------- | -------- | ------- |
| 1969       | 西鉄 太平洋 クラウン 西武 | 8     | 4     | 0     | 0     | 0        | 0     | 2     | --       | --          | .000  | 73    | 15.0     | 16       | 2           | 14       | 0     | 1        | 11       | 1     | 0        | 14    | 14       | 8.40     | 2.00    |
| 1970       | 西鉄 太平洋 クラウン 西武 | 40    | 31    | 3     | 0     | 0        | 11    | 18    | --       | --          | .379  | 786   | 173.1    | 183      | 22          | 90       | 2     | 7        | 94       | 4     | 0        | 107   | 99       | 5.14     | 1.58    |
| 1971       | 西鉄 太平洋 クラウン 西武 | 51    | 31    | 3     | 0     | 0        | 8     | 16    | --       | --          | .333  | 964   | 221.1    | 198      | 20          | 118      | 3     | 15       | 109      | 5     | 0        | 110   | 92       | 3.74     | 1.43    |
| 1972       | 西鉄 太平洋 クラウン 西武 | 55    | 41    | 13    | 2     | 0        | 18    | 25    | --       | --          | .419  | 1313  | 309.2    | 313      | 37          | 110      | 6     | 12       | 171      | 4     | 0        | 152   | 126      | 3.66     | 1.37    |
| 1973       | 西鉄 太平洋 クラウン 西武 | 48    | 37    | 14    | 5     | 2        | 15    | 14    | --       | --          | .517  | 1088  | 257.1    | 250      | 22          | 91       | 8     | 13       | 104      | 6     | 0        | 107   | 94       | 3.29     | 1.32    |
| 1974       | 西鉄 太平洋 クラウン 西武 | 27    | 19    | 7     | 1     | 1        | 6     | 9     | 0        | --          | .400  | 513   | 123.0    | 116      | 12          | 46       | 2     | 7        | 58       | 1     | 0        | 55    | 47       | 3.44     | 1.32    |
| 1975       | 西鉄 太平洋 クラウン 西武 | 54    | 31    | 25    | 4     | 1        | 23    | 15    | 7        | --          | .605  | 1281  | 317.2    | 287      | 14          | 63       | 8     | 7        | 154      | 3     | 0        | 101   | 84       | 2.38     | 1.10    |
| 1976       | 西鉄 太平洋 クラウン 西武 | 43    | 22    | 15    | 2     | 1        | 13    | 11    | 5        | --          | .542  | 1013  | 243.1    | 256      | 14          | 52       | 8     | 7        | 93       | 2     | 0        | 97    | 86       | 3.18     | 1.27    |
| 1977       | 西鉄 太平洋 クラウン 西武 | 42    | 31    | 17    | 1     | 3        | 11    | 20    | 4        | --          | .355  | 1018  | 241.2    | 259      | 30          | 56       | 4     | 14       | 108      | 1     | 0        | 119   | 104      | 3.87     | 1.30    |
| 1978       | 西鉄 太平洋 クラウン 西武 | 45    | 35    | 28    | 1     | 1        | 23    | 14    | 1        | --          | .622  | 1225  | 303.1    | 299      | 25          | 53       | 8     | 16       | 126      | 1     | 0        | 110   | 99       | 2.94     | 1.16    |
| 1979       | 西鉄 太平洋 クラウン 西武 | 23    | 22    | 10    | 1     | 3        | 6     | 13    | 0        | --          | .316  | 666   | 155.0    | 181      | 19          | 32       | 3     | 7        | 61       | 0     | 1        | 90    | 78       | 4.53     | 1.37    |
| 1980       | 西鉄 太平洋 クラウン 西武 | 33    | 33    | 18    | 1     | 4        | 17    | 13    | 0        | --          | .567  | 988   | 235.1    | 258      | 28          | 41       | 1     | 12       | 84       | 0     | 1        | 117   | 99       | 3.79     | 1.27    |
| 1981       | 西鉄 太平洋 クラウン 西武 | 27    | 27    | 11    | 1     | 2        | 8     | 11    | 0        | --          | .421  | 768   | 181.0    | 192      | 24          | 51       | 6     | 7        | 55       | 1     | 1        | 83    | 77       | 3.83     | 1.34    |
| 1982       | 西鉄 太平洋 クラウン 西武 | 28    | 25    | 11    | 2     | 0        | 10    | 11    | 1        | --          | .476  | 763   | 183.2    | 179      | 20          | 49       | 3     | 3        | 59       | 1     | 1        | 76    | 67       | 3.28     | 1.24    |
| 1983       | 西鉄 太平洋 クラウン 西武 | 32    | 29    | 11    | 3     | 2        | 18    | 9     | 2        | --          | .667  | 873   | 213.0    | 198      | 14          | 51       | 4     | 6        | 72       | 0     | 1        | 76    | 69       | 2.92     | 1.17    |
| 1984       | 西鉄 太平洋 クラウン 西武 | 32    | 32    | 20    | 3     | 3        | 14    | 14    | 0        | --          | .500  | 986   | 241.1    | 227      | 24          | 53       | 5     | 8        | 84       | 2     | 0        | 103   | 89       | 3.32     | 1.16    |
| 1985       | 西鉄 太平洋 クラウン 西武 | 31    | 23    | 11    | 3     | 2        | 17    | 3     | 1        | --          | .850  | 721   | 174.1    | 164      | 19          | 46       | 0     | 7        | 74       | 1     | 0        | 71    | 64       | 3.30     | 1.20    |
| 1986       | 西鉄 太平洋 クラウン 西武 | 31    | 22    | 8     | 0     | 2        | 12    | 11    | 2        | --          | .522  | 703   | 168.1    | 183      | 29          | 27       | 6     | 7        | 52       | 1     | 0        | 85    | 79       | 4.22     | 1.25    |
| 1987       | 西鉄 太平洋 クラウン 西武 | 28    | 27    | 17    | 3     | 6        | 15    | 9     | 0        | --          | .625  | 904   | 222.2    | 215      | 16          | 29       | 6     | 6        | 85       | 3     | 0        | 81    | 64       | 2.59     | 1.10    |
| 1988       | 西鉄 太平洋 クラウン 西武 | 19    | 15    | 5     | 1     | 0        | 6     | 9     | 0        | --          | .400  | 463   | 105.2    | 121      | 21          | 30       | 2     | 3        | 30       | 2     | 0        | 63    | 57       | 4.85     | 1.43    |
| 通算：20年 | 通算：20年                | 697   | 537   | 247   | 34    | 33       | 251   | 247   | 23       | --          | .504  | 17109 | 4086.0   | 4095     | 412         | 1102     | 85    | 165      | 1684     | 39    | 5        | 1817  | 1588     | 3.50     | 1.27    |

- 各年度の太字はリーグ最高、赤太字はNPB歴代最高
- 西鉄（西鉄ライオンズ）は、1973年に太平洋（太平洋クラブライオンズ）に、1977年にクラウン（クラウンライターライオンズ）に、1979年に西武（西武ライオンズ）に球団名を変更

### 年度別監督成績
| 年 度     | 球 団     | 順 位     | 試 合 | 勝 利 | 敗 戦 | 引 分 | 勝 率 | ゲ ｜ ム 差 | 打 率      | 本 塁 打   | 防 御 率   | 年 齡      |
| --------- | --------- | --------- | ----- | ----- | ----- | ----- | ----- | ----------- | ---------- | ---------- | ---------- | ---------- |
| 1995      | 西武      | 3位       | 130   | 67    | 57    | 6     | .540  | 12.5        | .246       | 117        | 2.98       | 45歳       |
| 1996      | 西武      | 3位       | 130   | 62    | 64    | 4     | .492  | 13.0        | .258       | 141        | 3.58       | 46歳       |
| 1997      | 西武      | 1位       | 135   | 76    | 56    | 3     | .576  | -           | .281       | 110        | 3.63       | 47歳       |
| 1998      | 西武      | 1位       | 135   | 70    | 61    | 4     | .534  | -           | .270       | 115        | 3.66       | 48歳       |
| 1999      | 西武      | 2位       | 135   | 75    | 59    | 1     | .560  | 4.0         | .258       | 89         | 3.58       | 49歳       |
| 2000      | 西武      | 2位       | 135   | 69    | 61    | 5     | .531  | 2.5         | .255       | 97         | 3.68       | 50歳       |
| 2001      | 西武      | 3位       | 140   | 73    | 67    | 0     | .521  | 6.0         | .256       | 184        | 3.88       | 51歳       |
| 通算：7年 | 通算：7年 | 通算：7年 | 937   | 489   | 425   | 23    | .535  | Aクラス7回  | Aクラス7回 | Aクラス7回 | Aクラス7回 | Aクラス7回 |

- 1995年から1996年までは130試合制
- 1997年から2000年までは135試合制
- 2001年から2003年までは140試合制
- 通算成績は1997年の出場停止の3試合を含めない

### タイトル
- 最多勝利：2回（1975年、1983年）
- 最優秀防御率：1回（1983年）
- 最多奪三振：1回（1975年） ※当時連盟表彰なし、パシフィック・リーグでは1989年より表彰

### 表彰
- 最優秀選手：2回（1983年、1987年）
- ベストナイン：2回（1983年、1985年）
- ゴールデングラブ賞：5回（1983年 - 1987年）※5年連続受賞は投手パ・リーグ最長記録
- 野球殿堂競技者表彰（2010年）
- 日本シリーズMVP：1回（1982年）
- 月間MVP：2回（1980年8月、1982年4月）
- 報知プロスポーツ大賞：1回（1983年）
- ベスト・ファーザー賞 in 関西「ベスト・ファーザー オブ ザ ブライド」（2010年）
- イクメン オブ ザ イヤー2014 イクジイスポーツ部門（2014年[86]）

### 記録
初記録
投手記録
- 初登板：1969年4月13日、対近鉄バファローズ3回戦（平和台球場）、8回表に3番手で救援登板、1回1失点
- 初先発登板：1969年8月15日、対南海ホークス15回戦（平和台球場）、6回0/3を2失点
- 初奪三振：同上、3回表に西岡三四郎から
- 初勝利・初先発勝利：1970年5月16日、対東映フライヤーズ8回戦（平和台球場）、7回1/3を2失点
- 初完投勝利：1970年5月24日、対阪急ブレーブス8回戦（小倉球場）、9回1失点（自責点0）
- 初完封勝利：1972年4月22日、対阪急ブレーブス2回戦（阪急西宮球場）
- 初セーブ：1975年5月10日、対近鉄バファローズ前期5回戦（平和台球場）、8回表に2番手で救援登板・完了、2回無失点

打撃記録
- 初本塁打：1971年10月2日、対阪急ブレーブス22回戦（阪急西宮球場）、戸田善紀から

節目の記録
- 100勝：1977年7月20日、対阪急ブレーブス後期2回戦（阪急西宮球場）、6回裏一死に3番手で救援登板・完了、3回2/3を無失点 ※史上70人目
- 1000奪三振：1978年8月24日、対日本ハムファイターズ後期8回戦（後楽園球場）、8回裏に大宮龍男から ※史上55人目
- 150勝：1980年10月3日 対日本ハムファイターズ後期13回戦（後楽園球場）、9回完封勝利 ※史上33人目
- 500試合登板：1982年4月24日、対阪急ブレーブス前期5回戦（阪急西宮球場）、先発登板で6回3失点 ※史上46人目
- 200勝：1984年9月15日、対南海ホークス25回戦（西武ライオンズ球場）、9回完封勝利 ※史上20人目
- 600試合登板：1985年6月12日、対近鉄バファローズ7回戦（西武ライオンズ球場）、先発登板で7回2失点で勝利投手 ※史上23人目
- 1500奪三振：1985年8月6日、対近鉄バファローズ13回戦（西武ライオンズ球場）、1回表に羽田耕一から ※史上29人目
- 250勝：1988年9月4日、対南海ホークス18回戦（西武ライオンズ球場）、9回3失点完投勝利 ※史上10人目
- 4000投球回：1988年 ※史上8人目、2022年終了時点最後の達成者

その他の記録
- 通算165与死球 ※NPB記録
- シーズン25敗：1972年 ※パ・リーグ記録
- オールスターゲーム出場：10回（1972年、1973年、1975年、1976年、1978年、1982年、1984年、1985年、1986年、1987年）

### 背番号
- 21（1969年 - 1988年）
- 78（1995年 - 2001年）

## 関連情報

### 出演
野球解説
- スーパーベースボール（テレビ朝日系列、『野球の殿堂・ゴールデンナイター』時の解説者としてのキャッチコピーは「ズバリ解説」）
- 文化放送ライオンズナイター
- 文化放送ホームランナイター
- J SPORTS STADIUM
- 東尾修・理子のおうちにおいでよ
- プロ野球まるごと中継 熱闘!BS11ナイター（2009年）

CM
- 白元 ミセスロイド（2010年）娘・理子、石田純一と共演。
- ガリバーインターナショナル（2010年）娘・理子と共演。

### ゲーム
- 東尾修監修・プロ野球スタジアム'91 ：1991年8月9日発売。徳間書店インターメディアより販売。ゲームボーイ用ソフト。
- 東尾修監修・プロ野球スタジアム'92 ：1992年7月17日発売。徳間書店インターメディアより販売。ゲームボーイ用ソフト。
- 東尾修監修・スーパープロ野球スタジアム ：1993年9月30日発売。徳間書店インターメディアより販売。スーパーファミコン用ソフト。

### 著書
- プロ野球ウラ読み勝負―こんな見方もあるぞ!（1989年8月、全国朝日放送） ISBN 4881311336
- 私の真実―わが悔いなき野球人生（1989年11月、ベースボール・マガジン社） ISBN 4583028040
- ケンカ投法（2010年11月、ベースボール・マガジン社） ISBN 9784583103150
- 負ける力（2023年、集英社インターナショナル）